# Aegla spectabilis
Aegla spectabilis is een tienpotigensoort uit de familie van de Aeglidae. De wetenschappelijke naam van de soort is voor het eerst geldig gepubliceerd in 1986 door Jara.